# Allen-kolibri
Az Allen-kolibri vagy zöldhátú fahéjkolibri (Selasphorus sasin) a madarak osztályának sarlósfecske-alakúak (Apodiformes)  rendjébe és a kolibrifélék (Trochilidae) családjába tartozó faj.

## Rendszerezése
A fajt René Primevère Lesson francia orvos és ornitológus írta le 1829-ben, a Trochilus nembe Trochilus sasin néven.

## Alfajai
- Selasphorus sasin sasin (Lesson, 1829)
- Selasphorus sasin sedentarius Grinnell, 1929[2]

## Előfordulása
Az Amerikai Egyesült Államok nyugati részén fészkel, de eljut Kanada és Mexikó területre is. Természetes élőhelyei a mérsékelt övi erdők, szubtrópusi és trópusi lombhullató erdők, valamint cserjések. Vonuló faj.

## Megjelenése
Testhossza 10 centiméter, testtömege 2–3 gramm.
|  |  |

## Természetvédelmi helyzete
Az elterjedési területe nem nagy, egyedszáma viszont növekvő. A Természetvédelmi Világszövetség Vörös listáján nem fenyegetett fajként szerepel.